# Strobilanthes speciosus
Strobilanthes speciosus är en akantusväxtart som beskrevs av Carl Ludwig von Blume. Strobilanthes speciosus ingår i släktet Strobilanthes och familjen akantusväxter. Inga underarter finns listade i Catalogue of Life.